# Kościół Zwiastowania Pańskiego w Stalowej Woli
Kościół Zwiastowania Pańskiego w Stalowej Woli – kościół wraz z klasztorem zakonu kapucynów, mieści się w dzielnicy Stalowej Woli – Rozwadowie przy ulicy Klasztornej.

## Historia
Świątynia została wybudowana w latach 1752–1754 dla zakonu kapucynów według projektu architekta Jana Baya z Warszawy. Ufundował ją wraz z klasztorem książę Jerzy Lubomirski. Kościół został wzniesiony w stylu baroku toskańskiego, charakterystycznym dla kościołów kapucyńskich. Kościół zbudowany jest na rzucie zbliżonym do kwadratu, jednonawowy, z kaplicami i prezbiterium zamkniętym ścianą prostą, oddzielającą wyodrębniony chór zakonny. Nawa główna jest dwuprzęsłowa, z dwiema parami niższych kaplic po bokach, prezbiterium nieco węższym i niższym od nawy głównej. Przed głównym wejściem od czasu fundacji na wysokiej kolumnie stoi figura św. Feliksa, z resztkami polichromii w jej dolnej części przedstawiającej Matkę Boską z Dzieciątkiem Jezus. Od strony południowej placu przykościelnego stoi na postumencie figura św. Józefa z Dzieciątkiem Jezus na ręce, wykonana w 1908 roku przez rzeźbiarza-amatora ojca Floriana Janochę.  
W głównym ołtarzu jest obraz "Zwiastowania" Karola Stokalskiego. Polichromia wykonana była w latach 1906-1908 przez Wawrzyńca Kameckiego i Bronisława. Grzywacza.  

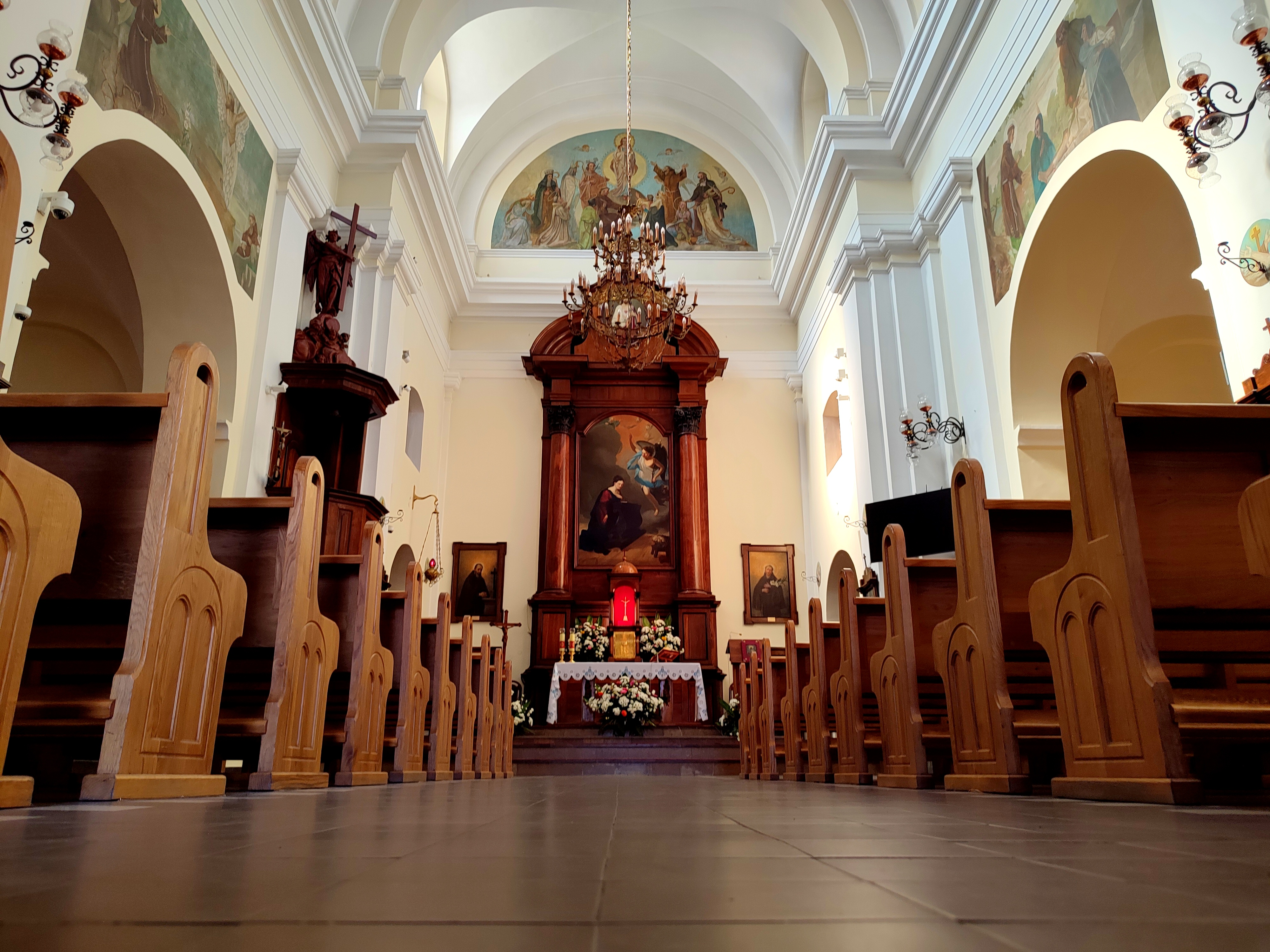
Klasztor Zakonu Braci Mniejszych Kapucynów. Ołtarz główny
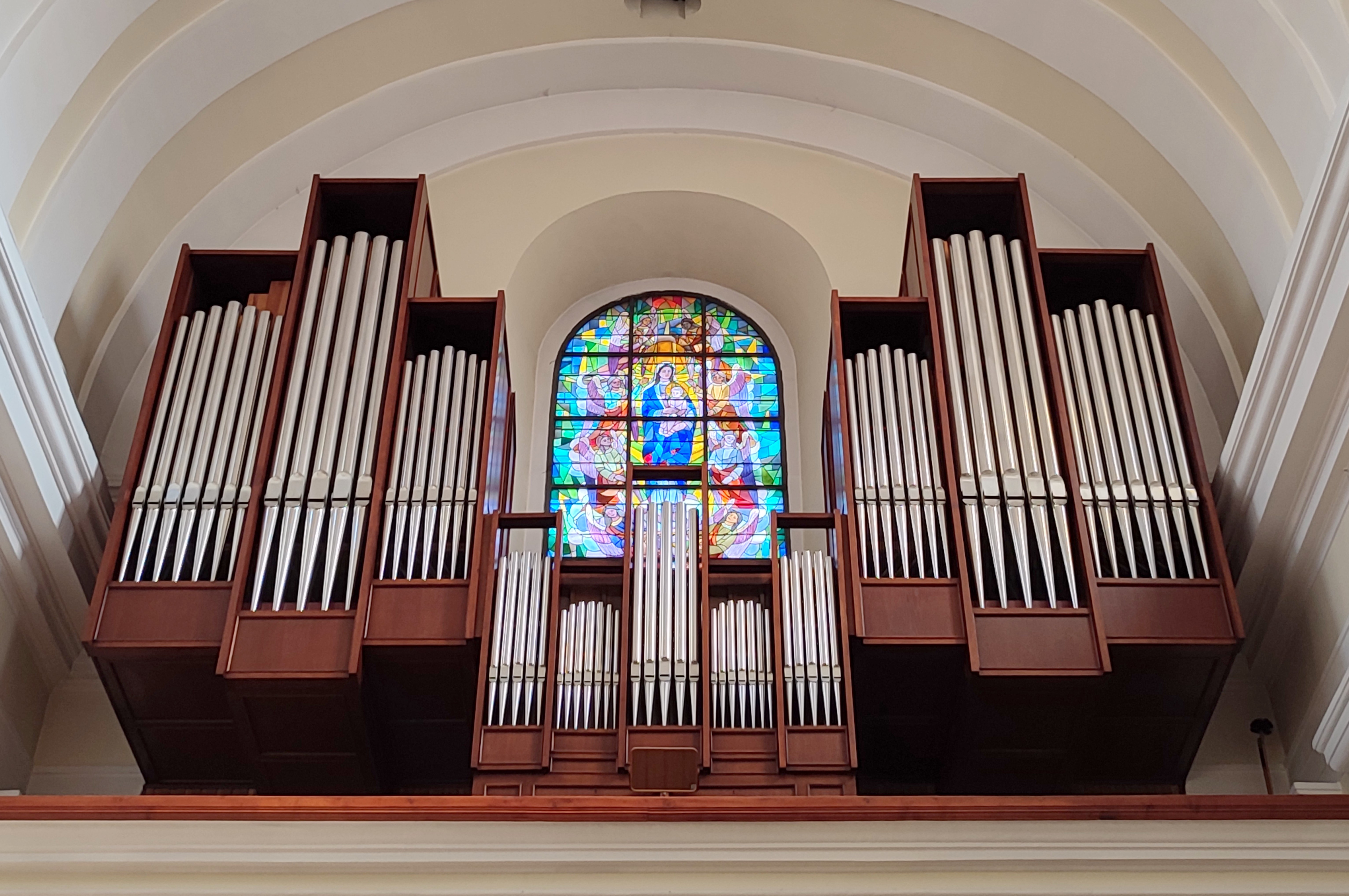
Klasztor Zakonu Braci Mniejszych Kapucynów, Organy
Klasztor Zakonu Braci Mniejszych Kapucynów, figura Św. Józefa
Klasztor Zakonu Braci Mniejszych Kapucynów, figura Matki Boskiej

Budynki poświęcił biskup Franciszek Potkański 14 października 1753.   
Zakonnicy w kompleksie zakonnym gościli konfederatów barskich, gen. Ramorino, dowódcę polskiego korpusu w 1831. W czasie pierwszej wojny światowej o. Honorat Jedliński, gwardian klasztoru, opiekował się rannymi żołnierzami tak austriackimi, jak i rosyjskimi. W okresie drugiej wojny światowej armia niemiecka zajęła część klasztoru. Aresztowano wtedy sześciu zakonników (4 ojców i 2 braci) w charakterze zakładników. Niemcy usunęli z refektarza wszystkie obrazy a na ścianach wymalowali hasła hitlerowskie i obsceniczne sceny z życia armii niemieckiej. 
W klasztorze zmarł w opinii świętości o. Hieronim Ryba (1927).

## Renowacja
Kościół i klasztor był remontowany w latach 1985–1990. Wymieniono więźbę dachową i położono miedzianą blachę. Uzupełniono nad chórem zakonnym wieżyczkę wraz z hełmem, wymieniono też tynki zewnętrzne, instalacje i pomalowano kościół. Odrestaurowano kryptę grobową Lubomirskich.
W 1995 kupiono do klasztoru organy dzięki wsparciu ówczesnych władz miasta. Wykonano je z dębu, składają się z 1868 piszczałek. Instrument posiada duże możliwości koncertowe. W 2020 organy przeszły generalny remont. 